# Eboraco
Eboraco (em latim: Eboracum) foi uma das mais antigas cidades da Inglaterra, criada na época romana. Foi, por um certo período, a capital da província Britânia Inferior na época em que Septímio Severo havia lutado pela sucessão do Império Romano, em 190. Sua localização corresponde atualmente à cidade de Iorque.